# ウェリング・ユナイテッドFC
ウェリング・ユナイテッド・フットボール・クラブ（Welling United Football Club）はイングランド、ロンドン、ウェリングを本拠地とするサッカークラブチームである。2024-25シーズンはナショナルリーグ・サウス（6部相当）に所属。

## タイトル

### 国内タイトル
- カンファレンス・サウス:1回

2012-13
- サウザンフットボールリーグ:1回

1985-86
- ケントシニアカップ:3回

1985-86, 1998-99, 2008-09
- ロンドンシニアカップ:1回

1989-90
- ロンドンチャレンジカップ1回

1991-92

### 国際タイトル
- なし

## クラブ各種記録
- リーグ最高順位

カンファレンス・ナショナル 6位 1989-90

## 歴代所属選手
- ニック・ポープ 2011-2012
- マックス・キルマン 2014-2015
- マレク・ロダーク 2015-2016
- ジェイミー・スラッバー 2016-2017